# Ксантопулос, Никос
Никос Ксантопулос (греч. Νίκος Ξανθόπουλος, 14 марта 1934, Афины, Вторая Греческая республика — 22 января 2023, Эгалео, Аттика, Греция) — греческий актёр театра и кино и музыкант.
Стал известен своими ролями в греческой кинодраме 1960-х годов. Исполнял греческие народные песни в сопровождении бузуки, выпустил множество альбомов и синглов. По театральному амплуа был «дитя народа» (греч. Παιδί του Λαού), главным образом потому, что играл роли мужчин из низших рабочих слоёв, бедняков, сильно пострадавших от судьбы, ищущих справедливости или борющихся с богатыми и злыми людьми, способных принести высшую жертву ради любимой женщины, преодолеть тысячи трудностей, исправить свою жизнь и завоевать любовь. Исполнял роль иммигрантов в Германии, напряжённо работающих, чтобы обеспечить свою семью, или неизвестного бедного исполнителя на бузуки и певца, только пробивающегося к славе. С конца 1960-х до начала 1970-х эти роли помогли ему стать звездой в Греции в годы военной диктатуры «чёрных полковников».

## Биография
Родился в семье понтийских беженцев в столице Греции, Афинах, в 1934 году. Детство провёл в настоящей нищете, поскольку отец подолгу исчезал из семьи, перебивался случайными заработками, был сапожником, был рыбаком, а во время оккупации был заключен в тюрьму за участие в сопротивлении.
Подростком Никос активно занимался спортом (симпатизировал клубу АЕК, преданным болельщиком которого оставался до конца своих дней), потом спортивные занятия вытеснил театр, и он был замечен актёром Маносом Катракисом (в прошлом — самим бывшим футболистом). Актёрское образование Ксантопулос получил в Школе драмы при Национальном театре.
Дебютировал на театральной сцене в 1957 году, в труппе Катерины в комедии М. Андре «Вирджиния». Играл Ореста в «Электре» Софокла в постановке Димитриса Родириса, сотрудничал с труппой Маноса Катракиса в «Песне о мертвый брат» Микиса Теодоракиса, когда некоторое время играл в музыкальном театре. С 1957 по 1963 год был актёром театра, но затем посвятил себя исключительно кино. Дебют в кино состоялся в 1958 году, это была небольшая роль в комедии Филиппы Филактос «Коллекционер». В 1964 году он начал сотрудничать с режиссером-продюсером Апостолосом Тегопулосом и кинокомпанией KLAK Film. Именно тогда он стал наиболее известен своими ролями — золотой период, который длился до 1971 года. Многие из этих фильмов демонстрировались непосредственно в рабочих кварталах Афин и в сельской местности. Эти фильмы презирали интеллектуалы, их презирали критики их, но простой народ ломился на них, ещё живые в то время беженцы в первом и втором поколении обожествляли Ксантопулоса.
Роли, изображавшие его певцом и игроком на бузуки, определили, что ему нужно научиться петь. Апостолос Калдарас, известный греческий музыкант и композитор, стал его наставником в пении. Ксантопулос исполнил более 300 песен в тридцати фильмах, но его певческий талант не ограничивался кино. Он записал девять альбомов и 55 синглов.
С 1970-х годов и после развала греческого коммерческого кино он вернулся в театр, время от времени появлялся на телевидении. В 1996 году он в последний раз появился в кино, в фильме Гиоргоса Зервулакоса «С Орфеем в августе», его партнёром была Вана Барба.
В последние годы жизни Ксантопулос отошёл от мира кино и театра и проводил время в своём поместье в Пайане. Он был дважды женат и имел четверых детей.
Никос Ксантопулос умер 22 января 2023 года в частной клинике в Эгалео на 90-м году жизни от «естественных» причин. Завещал похоронить себя у возведённой им в своем поместье часовни, что не было дозволено местными законами. Был кремирован.

## Избранная фильмография
- 1995 «С Орфеем в августе»
- 1969 «Одиссея человека, лишенного корней»
- 1969 «Моя любовь из трущоб»
- 1969 «Печать Божья»
- 1968 «Вырванное с корнем поколение»
- 1967 «Несправедливое проклятие»
- 1967 «Иногда сильный крик»
- 1965 «Perifrona me glikia»;
- 1958 «Моя жизнь начинается с тебя»

## Дискография
- 1966 ΔΙΠΛΟΠΕΝΙΕΣ ΚΑΙ ΑΝΑΜΝΗΣΕΙΣ ~PHILIPS LP
- 1968 ΣΤΟ ΣΤΕΝΟ ΤΗΣ ΓΕΙΤΟΝΙΑΣ ~POLYDOR LP
- 1969 100 % ~POLYDOR LP
- 1971 ΑΡΑΜΠΑΣ ΠΕΡΝΑΕΙ ~POLYDOR LP
- 1974 ΜΑΣ ΧΩΡΙΖΟΥΝ ΟΙ ΔΡΟΜΟΙ ~POLYDOR LP
- 1978 ΠΟΣΑ ΘΕΛΕΙΣ ΝΑ ΜΑΣ ΤΡΕΛΛΑΝΕΙΣ ~VENUS LP
- 1979 ΑΣΕ ΜΕ ΖΩΗ ~OLYMPIC LP & CD
- 1979 14 ΜΕΓΑΛΕΣ ΚΙΝ/ΚΕΣ ΕΠΙΤΥΧΙΕΣ ~POLYDOR LP & CD
- 1989 ΤΟ ΜΙΝΟΡΕ ΜΙΑΣ ΚΑΡΔΙΑΣ ~POLYDOR LP
- 1995 ΤΑ ΠΡΩΤΑ ΜΟΥ ΤΡΑΓΟΥΔΙΑ 1964—1971 ~POLYDOR CD
- 1996 ΟΙ ΕΠΙΤΥΧΙΕΣ ΜΟΥ ~POLYGRAM CD
- 1996 ΟΙ ΜΕΓΑΛΕΣ ΕΠΙΤΥΧΙΕΣ ~POLYDOR CD:l
- 1996 ΜΕ ΤΟΝ ΟΡΦΕΑ ΤΟΝ ΑΥΓΟΥΣΤΟ ~ΑΚΤΗ LP & CD
- 1997 ΜΙΘΡΙΔΑΤΗΣ ΤΟΥ ΠΟΝΤΟΥ ~ΘΕΡΜΑΙΚΟΣ CD
- 1998 ΣΠΑΝΙΕΣ ΘΕΑΤΡΙΚΕΣ ΗΧΟΓΡΑΦΗΣΕΙΣ ~FM RECORDS 2CDs
- 2006 ΤΑ ΤΡΑΓΟΥΔΙΑ ΜΟΥ ~POLYDOR / UNIVERSAL MUSIC 2CDs